# Władysław Grzegorczyk
Władysław Grzegorczyk (ur. 25 grudnia 1905 w Borysławiu, zm. 27 czerwca 1981 w Nowej Rudzie) – polski Sprawiedliwy wśród Narodów Świata.

## Życiorys
Podczas okupacji hitlerowskiej  razem z żoną Heleną Grzegorczyk ukrywał osiemnaście osób narodowości żydowskiej, m.in. Ignacego, Lolę i Paulinę Zylberberg;  Malkę Bakenrot; Minkę, Shulę i Liwszę Fuchsberg (Lili, ur. 8.09.1942; po wojnie została przez nich adoptowana i przyjęła imię i nazwisko Zdzisława Grzegorczyk), rodzinę Blumów.
30 sierpnia 1965 otrzymał tytuł Sprawiedliwego wśród Narodów Świata, w 2008 został pośmiertnie odznaczony Krzyżem Komandorskim Orderu Odrodzenia Polski za: bohaterską postawę i niezwykłą odwagę wykazaną w ratowaniu życia Żydom podczas II wojny światowej, za wybitne zasługi w obronie godności człowieczeństwa i praw ludzkich. Pochowany na cmentarzu komunalnym w Nowej Rudzie: sektor 8, rząd 15, nr grobu 10.

## Upamiętnienie
- 10 lipca 2023 podczas Festiwalu Góry Literatury parkowi miejskiemu przy ul. Strzeleckiej w Nowej Rudzie nadano imię Heleny i Władysława Grzegorczyków. W uroczystości udział wzięli: Andrzej Behan, Lili Fuchsberg, Tomasz Kiliński, Grzegorz Tokarczuk, Olga Tokarczuk, Marian Turski, Monika Wielichowska[6].
- 12 września 2023  w serwis internetowy YouTube na kanale Łukasz Kazek History Story miała miejsce premiera filmu pt. Ocalona z zagłady[7].

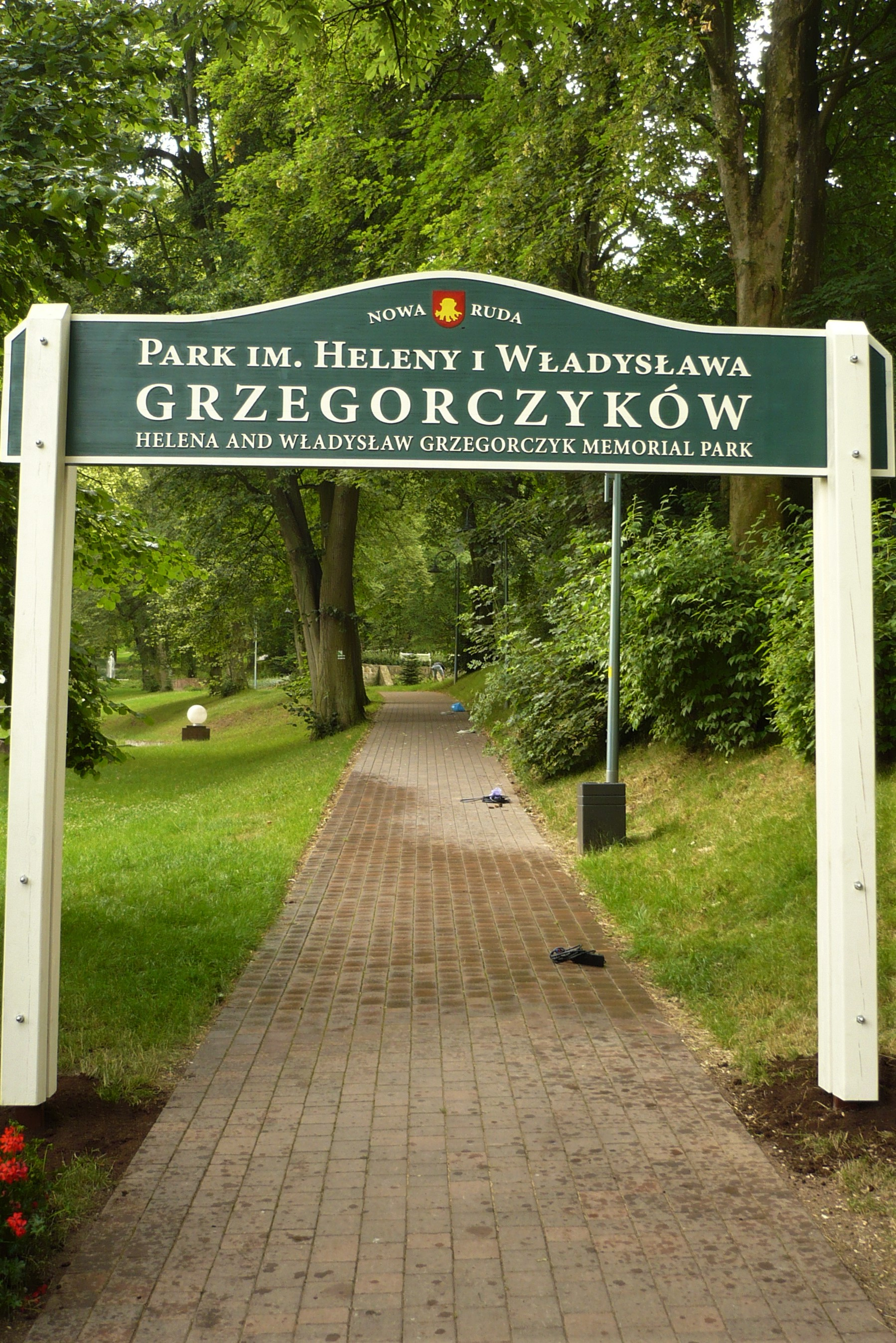
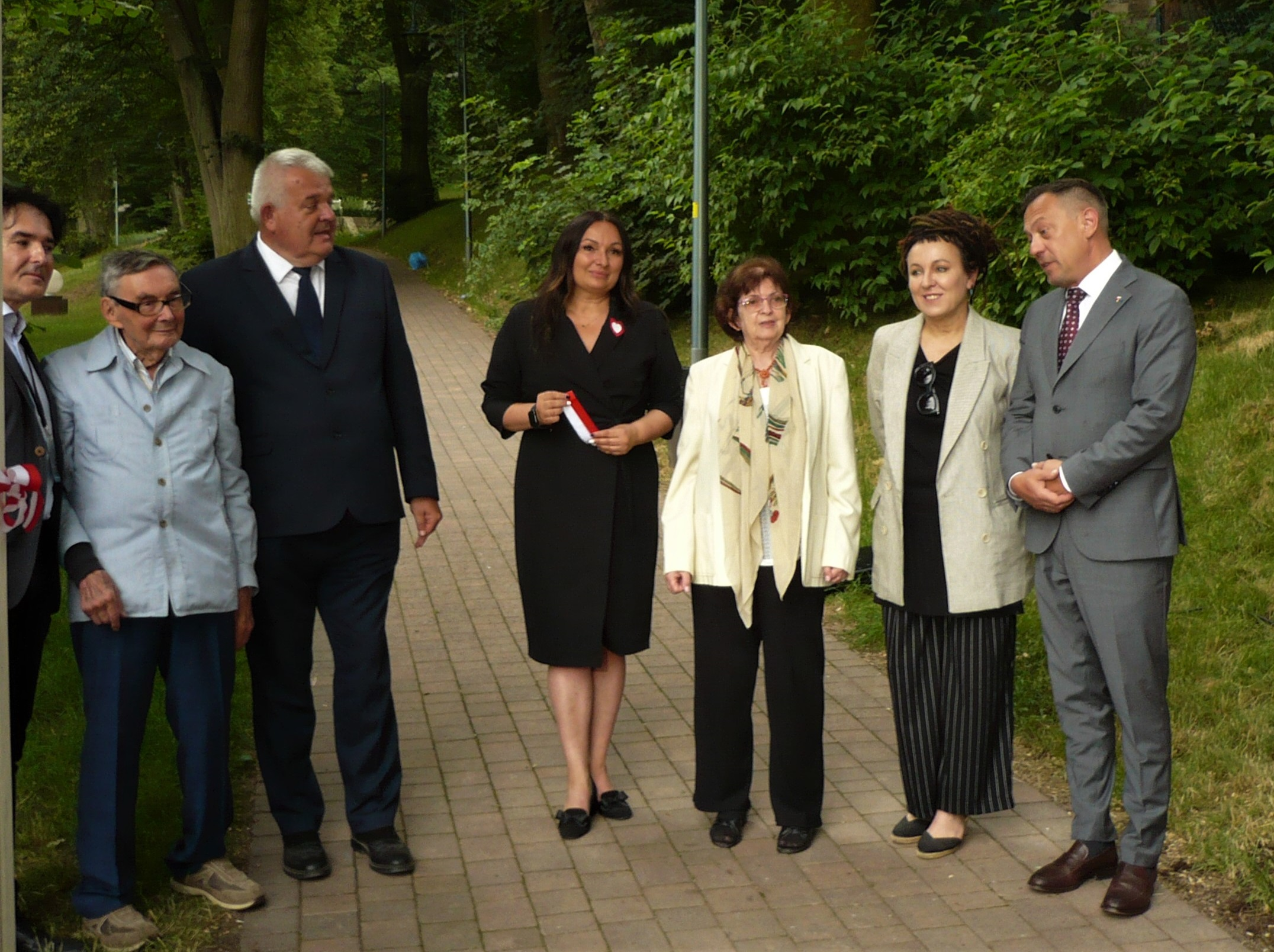
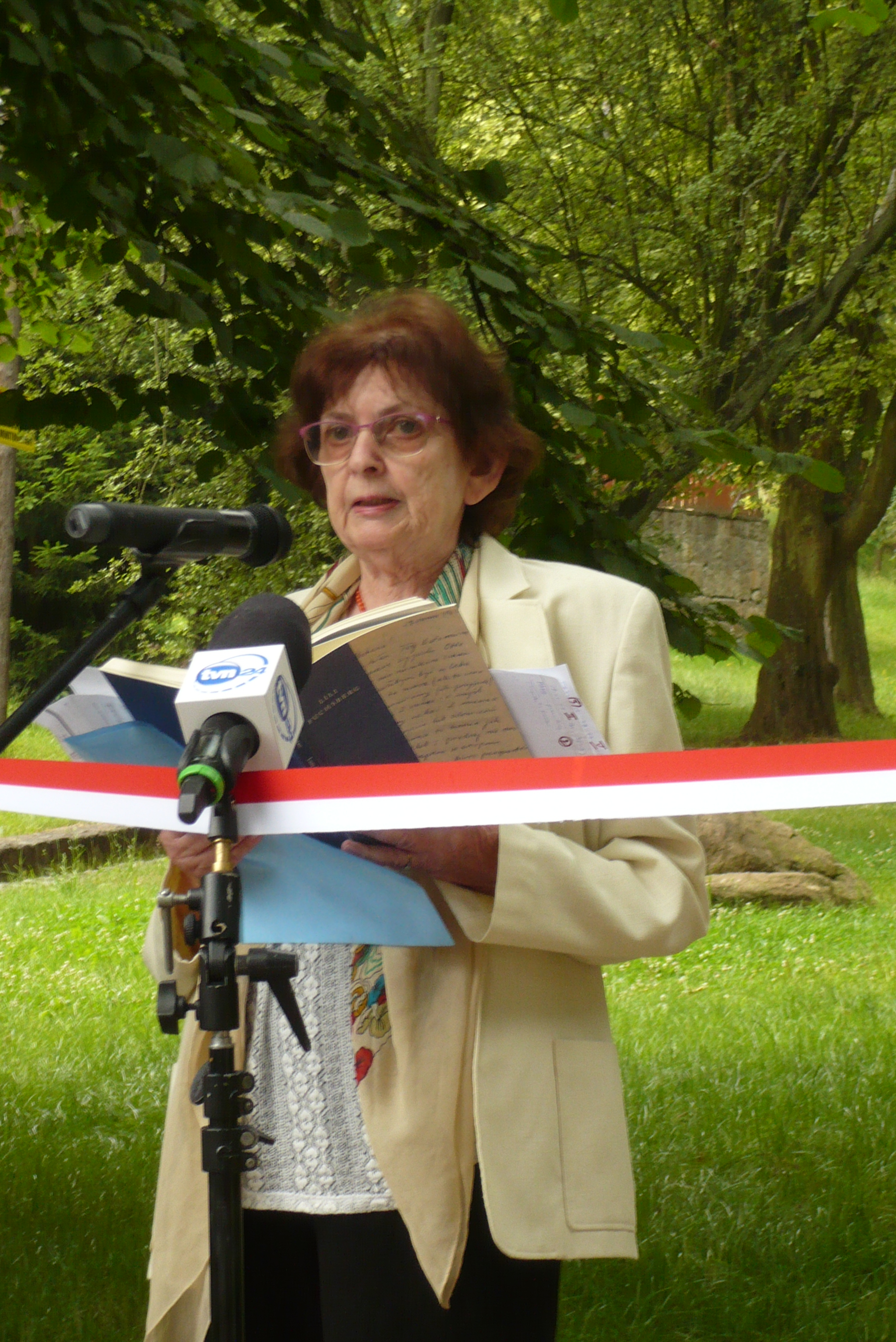
Lili Fuchsberg
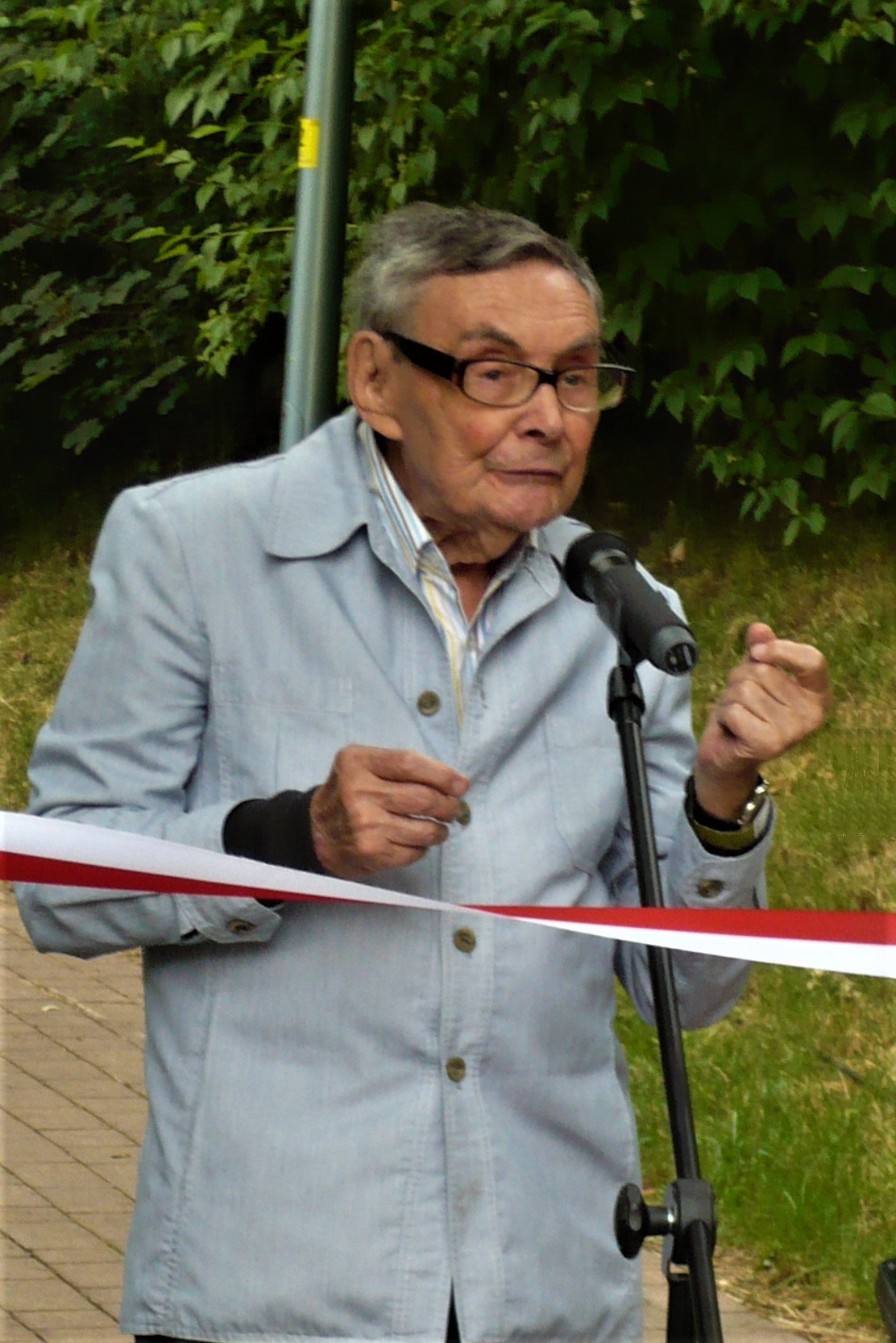
Marian Turski
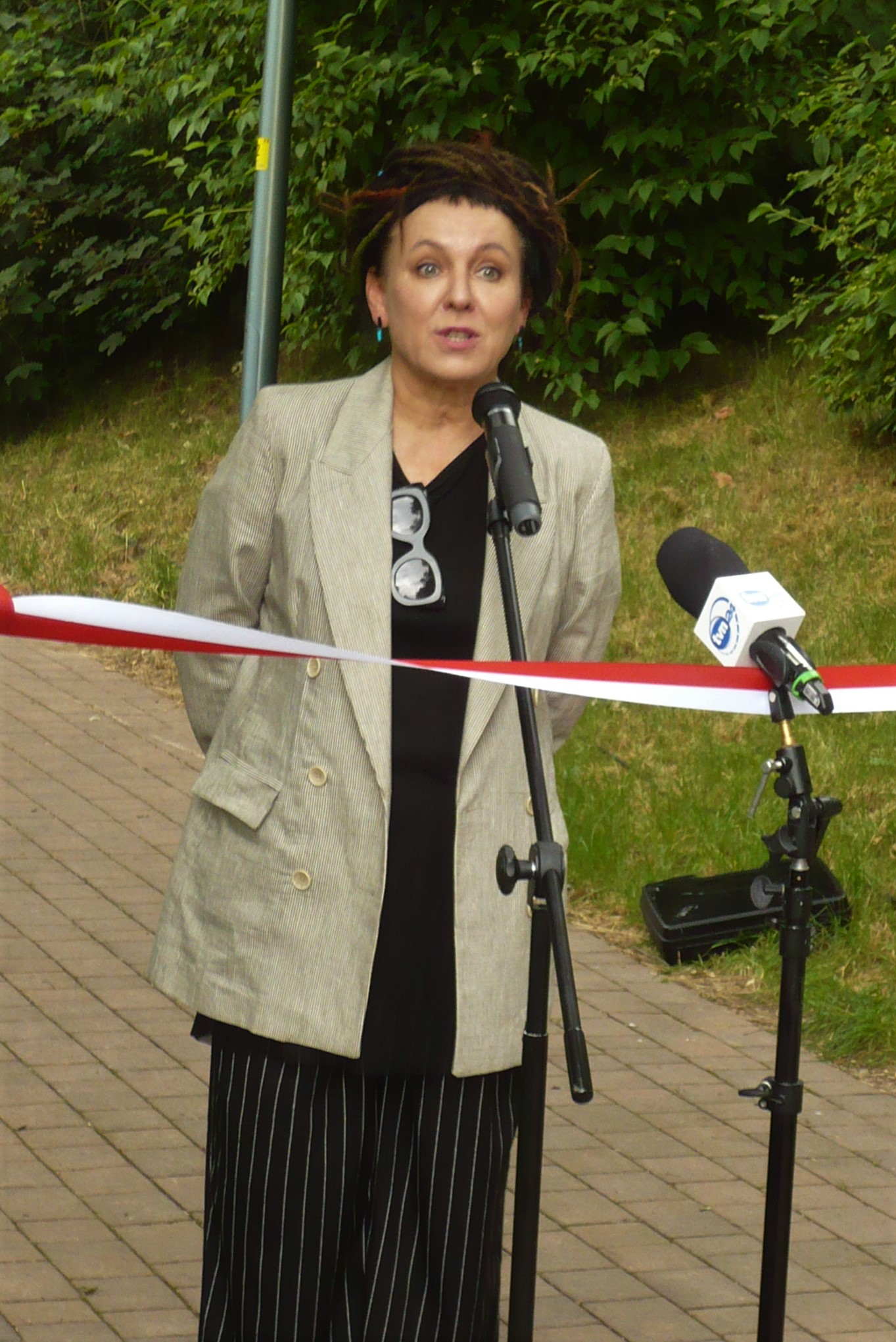
Olga Tokarczuk